# لاله واژگون قرقیزی
لاله واژگون قرقیزی(نام علمی: Fritillaria pallidiflora) نام یک گونه از سرده لاله واژگون است.